# Tereza Smitková
Tereza Smitková (ur. 10 października 1994 w Hradcu Králové) – czeska tenisistka.

## Kariera tenisowa
W sierpniu 2010 roku zagrała po raz pierwszy w zawodowym turnieju, w Pradze, biorąc w nim udział dzięki dzikiej karcie. Był to turniej zaliczany do rozgrywek rangi ITF, w którym tenisistka odpadła w pierwszej rundzie. Rok później w Iławie wygrała kwalifikacje i doszła do finału imprezy, przegrywając w nim z Ulrikke Eikeri. Pierwszy sukces odniosła w styczniu 2012 roku, wygrywając turniej singlowy w Stuttgarcie. W marcu wygrała kolejny turniej podobnej rangi, w Bath, pokonując w finale Katarzynę Piter. W sumie wygrała osiem turniejów w grze pojedynczej i siedem w grze podwójnej rangi ITF.
W październiku 2012 roku wystąpiła w kwalifikacjach do turnieju cyklu WTA Tour w Luksemburgu, ale odpadła w drugiej rundzie i nie zagrała w turnieju głównym. Sztuka ta udała jej się w czerwcu 2013 roku na turnieju w Norymberdze. W fazie głównej turnieju odpadła w pierwszej rundzie. W październiku tego samego roku, ponownie na turnieju Luksemburgu, wygrała kwalifikacje, a w turnieju głównym dotarła do drugiej rundy, pokonując w pierwszej Kristinę Mladenovic. W styczniu 2014 roku wzięła udział w kwalifikacjach do turnieju wielkoszlemowego Australian Open, w których zagrała jedną rundę, przegrywając w niej z Madison Brengle.

## Finały turniejów WTA
| Legenda                     | Legenda |
| --------------------------- | ------- |
| Wielki Szlem                |         |
| Igrzyska olimpijskie        |         |
| WTA Tour Championships      |         |
| 2009 – 2020                 |         |
| WTA Premier Mandatory       |         |
| WTA Premier 5               |         |
| WTA Premier                 |         |
| WTA International Series    |         |
| WTA 125K series (2012–2020) |         |

### Gra pojedyncza 1 (1-0)
| Końcowy wynik | Nr | Data             | Turniej | Nawierzchnia  | Przeciwniczka       | Wynik finału |
| ------------- | -- | ---------------- | ------- | ------------- | ------------------- | ------------ |
| Zwyciężczyni  | 1. | 9 listopada 2014 | Limoges | Twarda (hala) | Kristina Mladenovic | 7:6(4), 7:5  |

## Wygrane turnieje rangi ITF
| turnieje z pulą nagród 100 000 $ |
| turnieje z pulą nagród 75 000 $  |
| turnieje z pulą nagród 50 000 $  |
| turnieje z pulą nagród 25 000 $  |
| turnieje z pulą nagród 15 000 $  |
| turnieje z pulą nagród 10 000 $  |

### Gra pojedyncza
|    | Data       | Turniej        | ($)     | Naw.      | Finalistka         | Wynik               |
| 1. | 22/01/2012 | Stuttgart      | 10 000  | twarda    | Maryna Zanewśka    | 6:4, 7:6(4)         |
| 2. | 17/03/2012 | Bath           | 10 000  | twarda    | Katarzyna Piter    | 4:6, 6:2, 6:1       |
| 3. | 15/04/2012 | Hvar           | 10 000  | ziemna    | Karla Popović      | 2:6, 6:4, 6:2       |
| 4. | 19/04/2014 | Karszy         | 25 000  | twarda    | Nigina Abduraimova | 6:3, 4:6, 7:6(4)    |
| 5. | 22/10/2017 | Joué-lès-Tours | 25 000  | twarda    | Myrtille Georges   | 6:3, 7:5            |
| 6. | 11/02/2018 | Loughborough   | 25 000  | twarda    | Conny Perrin       | 6:3, 6:2            |
| 7. | 24/06/2018 | Ilkley         | 100 000 | trawiasta | Dajana Jastremśka  | 7:6(2), 3:6, 7:6(4) |
| 8. | 05/08/2018 | Woking         | 25 000  | twarda    | Ivana Jorović      | 6:7(5), 7:5, 6:4    |